# Antônio Carlos Jobim
Antônio Carlos Brasileiro de Almeida Jobim (Rio de Janeiro, 25 januari 1927 – New York, 8 december 1994), ook bekend als Tom Jobim, was een Braziliaans songwriter, componist, arrangeur, zanger en pianist, de belangrijkste exponent van de bossanova.

## Levensloop

Tom Jobim en Chico Buarque op het Festival Internacional da Canção (FIC)
(1968), Arquivo Nacional

Jobim wordt beschouwd als de Gershwin van de Latijns-Amerikaanse muziek. Hij heeft meer dan vierhonderd songs geschreven, waarvan enkele tientallen echte standards zijn geworden. Hij componeerde ook de muziek voor twintig films, waarvan Orfeu negro (1959) de bekendste is. Zijn beroemdste lied is Garota de Ipanema (The Girl from Ipanema), met tekst van Vinicius de Moraes, dat tevens de doorbraak voor Astrud Gilberto betekende. Hij stierf in New York tijdens een hartoperatie. Hij kreeg in Brazilië een staatsbegrafenis, en de luchthaven van Rio de Janeiro is sinds 1999 naar Jobim vernoemd.
Frank Sinatra was een vriend en bewonderaar van Tom Jobim en maakte om deze vriendschap te bezegelen ook twee albums met hem. Buiten het meeslepende ritme is ook de harmoniekeuze met verrassende melodielijnen typerend voor Jobim.

## Bekendste composities
Wereldvermaard geworden liedjes van Jobim zijn:
- "Garota de Ipanema" ("The Girl from Ipanema")
- "Samba de uma nota só" ("One Note Samba")
- "Insensatez" ("How Insensitive")
- "Desafinado" ("Slightly out of Tune")
- "Chega de saudade" ("No More Blues")
- "Triste"
- "Fotografia"
- "Águas de março" ("Waters of March")
- "A felicidade" en "O nosso amor" (uit de film Orfeu Negro)
- "Corcovado" ("Quiet Nights of Quiet Stars")
- "Meditação"
- "Wave"
- "Água de beber" ("Water to Drink")

### Albums
| Album met eventuele hitnotering(en) in de Nederlandse Album Top 100 | Datum van verschijnen | Datum van binnenkomst | Hoogste positie | Aantal weken | Opmerkingen                       |
| ------------------------------------------------------------------- | --------------------- | --------------------- | --------------- | ------------ | --------------------------------- |
| Orfeu da Conceição                                                  | 1956                  | -                     |                 |              | soundtrack met Vinicius de Moraes |
| Orfeu Negro                                                         | 1959                  | -                     |                 |              | soundtrack                        |
| The Composer of Desafinado, Plays                                   | 1964                  | -                     |                 |              |                                   |
| Antônio Carlos Jobim                                                | 1964                  | -                     |                 |              |                                   |
| The Wonderful World of Antonio Carlos Jobim                         | 1964                  | -                     |                 |              |                                   |
| A Certain Mr. Jobim                                                 | 1965                  | -                     |                 |              |                                   |
| Wave                                                                | 1967                  | -                     |                 |              |                                   |
| Antonio Carlos Jobim & Sérgio Mendes                                | 1967                  | -                     |                 |              | met Sérgio Mendes                 |
| Francis Albert Sinatra & Antonio Carlos Jobim                       | 1967                  | -                     |                 |              | met Frank Sinatra                 |
| Stone Flower                                                        | 1970                  | -                     |                 |              |                                   |
| The Adventurers                                                     | 1970                  | -                     |                 |              | soundtrack                        |
| Tide                                                                | 1970                  | -                     |                 |              |                                   |
| Matita Perê                                                         | 1973                  | -                     |                 |              |                                   |
| Jobim                                                               | 1973                  | -                     |                 |              |                                   |
| Elis & Tom                                                          | 1974                  | -                     |                 |              | met Elis Regina                   |
| Urubu                                                               | 1976                  | -                     |                 |              |                                   |
| Miúcha & Tom Jobim Vol I.                                           | 1977                  | -                     |                 |              | met Miúcha                        |
| Miúcha & Tom Jobim Vol II.                                          | 1979                  | -                     |                 |              | met Miúcha                        |
| Terra Brasilis                                                      | 1980                  | -                     |                 |              |                                   |
| Edu & Tom                                                           | 1981                  | -                     |                 |              | met Edu Lobo                      |
| Gabriela, Cravo e Canela                                            | 1983                  | -                     |                 |              | soundtrack                        |
| Det legende menneske                                                | 1986                  | -                     |                 |              | soundtrack                        |
| Passarim                                                            | 1987                  | -                     |                 |              |                                   |
| Antônio Brasileiro                                                  | 1994                  | -                     |                 |              |                                   |
| Inédito                                                             | 1995                  | -                     |                 |              |                                   |
| Minha Alma Canta                                                    | 1997                  | -                     |                 |              |                                   |